# ريوهيإي أوإيشي
ريوهيإي أوإيشي (باليابانية: 大石 竜平) (مواليد 21 يناير 1997) هو لاعب كرة قدم ياباني.

## وصلات خارجية
- ريوهيإي أوإيشي على موقع رابطة كرة القدم اليابانية للمحترفين (اليابانية)
- ريوهيإي أوإيشي على موقع قاعدة بيانات كرة القدم.إي يو (الإنجليزية)
- ريوهيإي أوإيشي على موقع Soccerway.com (الإنجليزية)
- ريوهيإي أوإيشي على موقع عالم كرة القدم.نت (الإنجليزية)